# Erythmelus tingitiphagus
Erythmelus tingitiphagus är en stekelart som först beskrevs av Soares 1941.  Erythmelus tingitiphagus ingår i släktet Erythmelus och familjen dvärgsteklar. Inga underarter finns listade i Catalogue of Life.